# Пластилинова анимация
Пластилиновата анимация е вид анимация, при която се използват фигури от пластилин. Сцените се заснемат кадър по кадър, като пластилиновите модели се променят в промеждутъка между кадрите. Както и при останалите видове анимация, когато заснетият филм се възпроизвежда с нормална скорост, у зрителите се създава усещането за движение на иначе неподвижните обекти.